# Carl August Skogkvist
Carl August Skogkvist, född 22 december 1843 i Falu Kristine församling, Kopparbergs län, död där 12 december 1925
, var en svensk målarmästare, tecknare och akvarellmålare.
Han var son till boktryckaren Magnus Larsson och Sara Greta Schultz och gift med Anna Katarina Tägtstöm. Skogkvist studerade målning vid Kungliga slöjdskolan. Efter studierna var han verksam som målarmästare i Falun och vid sidan av sitt arbete var han verksam som akvarellist. Han utförde ett stort antal akvareller och teckningar som skildrade Faluns dagliga liv med motiv från Falu Lancasterskola och Skogkvists snickeriverkstad på Engelbrektsgatan.